# 团结双周报
《团结报》（西班牙文：La Solidaridad，英文：The Solidarity），或称《团结双周报》，1888年12月13日由黎刹的表兄弟加利卡诺·阿帕西布雷在西班牙巴塞罗那创建的报刊，1889年2月15日出版第一期，祕密销往菲律宾。用于揭露、宣传反对西班牙殖民统治的腐败，要求菲律宾非暴力、自决自治。菲律宾宣传运动的机关报及重要宣传机构。曾被整合到黎刹的菲律宾联盟中。1895年11月因经费困难等原因被迫停刊。